# توم ماكليستر
توم ماكليستر (بالإنجليزية: Tom McAllister)‏ (7 سبتمبر 1881 في المملكة المتحدة - 14 مارس 1951) هو لاعب كرة قدم بريطاني (وحمل سابقاً جنسية المملكة المتحدة لبريطانيا العظمى وأيرلندا) في مركز نصف الجناح. لعب مع بلاكبيرن روفرز ونادي برينتفورد ونادي هاليفاكس تاون ونادي ليدز ‏ وCastleford Town F.C. ‏.